# Caenobrunettia barretti
Caenobrunettia barretti är en tvåvingeart som beskrevs av Quate och Brown 2004. Caenobrunettia barretti ingår i släktet Caenobrunettia och familjen fjärilsmyggor. Inga underarter finns listade i Catalogue of Life.